# North Burke (Dakota del Norte)
North Burke es un territorio no organizado ubicado en el condado de Burke en el estado estadounidense de Dakota del Norte. En el Censo de 2010 tenía una población de 3 habitantes y una densidad poblacional de 0,09 personas por km².

## Geografía
North Burke se encuentra ubicado en las coordenadas 48°54′57″N 102°7′13″O / 48.91583, -102.12028. Según la Oficina del Censo de los Estados Unidos, North Burke tiene una superficie total de 32.1 km², de la cual 30 km² corresponden a tierra firme y (6.54%) 2.1 km² es agua.

## Demografía
Según el censo de 2010, había 3 personas residiendo en North Burke. La densidad de población era de 0,09 hab./km². De los 3 habitantes, North Burke estaba compuesto por el 100% blancos, el 0% eran afroamericanos, el 0% eran amerindios, el 0% eran asiáticos, el 0% eran isleños del Pacífico, el 0% eran de otras razas y el 0% pertenecían a dos o más razas. Del total de la población el 0% eran hispanos o latinos de cualquier raza.